# فریادرس (فیلم)
فریادرس (فیلم) فیلمی به کارگردانی عزیزاله رفیعی و نویسندگی یوسف ایروانی ساختهٔ سال ۱۳۵۶ است.

## بازیگران
- بهمن مفید
- نادر رفیعی
- شهین رضایی
- جلال موسوی
- جمشید مهرداد
- شهرام
- داوود غفاری
- کریم قاجار
- عباس بختیار
- تهمتن مفید
- اشرف ساغر
- مریم
- عاطفه کریمی
- خشایار